# Sitztanz
Sitztanz ist ein im Sitzen ausgeführter Tanz, der zur Unterhaltung dienen, eine rituelle oder therapeutische Funktion haben kann. Alle Sitzpositionen wie Schneidersitz, auf dem Boden knien oder Sitzen auf einem Stuhl sind möglich. Die Ortsgebundenheit, die nur Bewegungen des Oberkörpers erlaubt, lässt sich durch Gestik (eine besondere Sprache mit den Händen) und Mimik (zum Beispiel Augenbewegungen) ausgleichen.

## Traditioneller Sitztanz

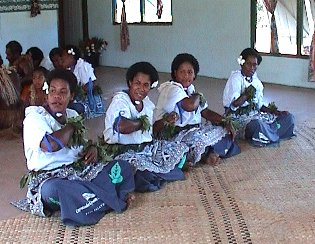
Sitztanz auf den Fidschi-Inseln

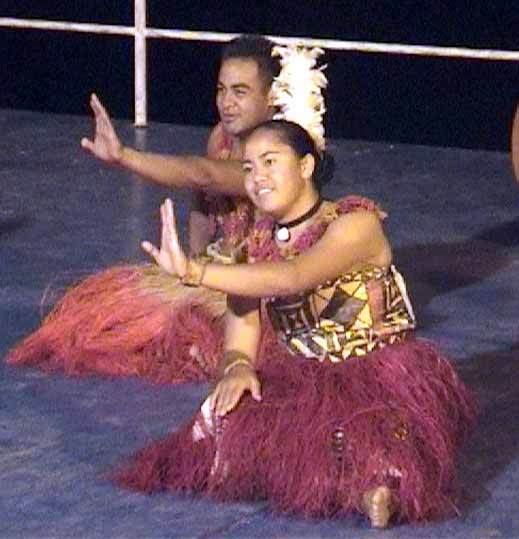
ʻOtuhaka. Sitztanz auf Tonga

Sitztänze kommen traditionell in vielen Kulturen vor, verbreitet sind sie im südpazifischen Raum. Es gibt Sitztänze auch in Schwarzafrika und im islamischen Nordafrika.
Sitztänze sind einzeln, als Paartanz oder in Gruppen möglich. Bei Gruppentänzen sitzen die Teilnehmer in einer Reihe, im Kreis oder in einer rechteckigen Formation auf der Erde und vollführen gleichzeitig verschiedenste rhythmische Bewegungen mit Armen, Händen und Oberkörper. Häufig wird dazu gesungen. Die Tanzenden können sich wie beim Vakamalolo-Gruppentanz auf Fidschi während der Aufführung um 90 Grad drehen, sodass sie den Zuschauern zu- oder abgewandt sitzen. Beispiele für Sitztänze sind:

### Pazifische Inseln
- In der Tradition des hula in Hawaiʻi gibt es Tänze, die im Sitzen ausgeführt und als hula noho bezeichnet werden.[2]
- Beim siva, dem Nationaltanz auf Samoa sitzen die Tanzenden im Kreis um die in ihrer Mitte stehende Dorfjungfrau, die als Vortänzerin fungiert. Mit pantomimischen Bewegungen von Händen und Oberkörpern werden Tätigkeiten wie Fischfang oder Rudern nachgeahmt. Von den Marshallinseln sind Gruppentänze bekannt, die auf den Knien mit seitlich wiegenden Oberkörpern und gestreckten Armen ausgeführt werden.[3]
- Auf der zu Mikronesien gehörenden Insel Yap haben sich Frauen auf einen Sitztanz spezialisiert, während Jungen und Männer mit Stöcken im Stehen tanzen.[4]
- ʻOtuhaka ist ein gemischter Gruppentanz im Schneidersitz auf der Südseeinsel Tonga. Ein anderer Sitztanz auf Tonga ist der ma'ulu'ulu. Beide Tänze werden zu bestimmten Abschnitten von Gesängen und der großen Kesseltrommel nafa begleitet.
- Auf den Tuvalu-Inseln war onga ein Frauensitztanz bei freudigen Ereignissen, an dem gelegentlich auch Männer teilnahmen, fakanu tanzten dagegen überwiegend Männer bei allen, auch bei traurigen Anlässen. Der begleitende Chor wurde durch die Schlitztrommel pate, Schläge eines Fächers auf die flache Hand oder durch Händeklatschen rhythmisch unterstützt. Fatele war früher auf einigen Inseln ein weiterer Sitztanz, der von fünf bis sechs Frauen sitzend oder kniend ausgeführt wurde, während andere Frauen und Männer dazu im Chor sangen. Die heutige Form des fatele ist ein Stehtanz und ein wesentlicher Teil der Musik von Tuvalu,[5] bei dem eine größere Zahl Frauen oder Mädchen in einer oder zwei Reihen auf der Stelle stehen und mit dem Oberkörper und den Händen synchron ähnliche Bewegungen wie beim Sitztanz machen. Vor ihnen sitzen Männer und Jungen auf dem Boden und singen im Chor christliche Texte nach europäischen Melodien.[6]

### Indonesien
- Auf Bali wurde Anfang des 20. Jahrhunderts der kebyar duduk erfunden (kebyar ein balinesischer Tanzstil, duduk, indonesisch „sitzen“). Kebyar bedeutet „plötzlich aufflackern“, „aufplatzen“, was zur Spielweise des Gamelan Gong Kebyar passt. 1915 soll in Nordbali erstmals ein Orchester um ein offenes Quadrat herum angeordnet musiziert haben. In der Mitte nimmt ein Tänzer Platz, der die rhythmisch wechselnden Schlagplattentöne der Musiker in Körperbewegungen verwandelt. Er setzt mit schnellen Bewegungen den gesamten Oberkörper ein und vollführt gelegentlich kleine Sprünge. In dem Einzeltanz beschreibt ein junger Mann mit Gesten und Augenspiel die verschiedenen Stimmungen eines unreifen Jugendlichen bis zum Erwachsensein.[7] Gegenggongan wird von Musikern, welche die Maultrommel genggong, die Bambusflöte suling und einige Schlaginstrumente spielen, überwiegend als ein Sitztanz ausgeführt, um musikalisch und darstellerisch Frösche nachzuahmen.
- Meuseukat ist ein Frauensitztanz im Westen der Provinz Aceh auf der indonesischen Insel Sumatra, der unter anderem in der Stadt Meulaboh aufgeführt wird. Die üblicherweise acht muslimischen Frauen sind mit Kopftüchern und langärmligen Blusen bekleidet. Bewegungen der Arme und Oberkörper erfolgen wie das Händeklatschen entweder synchron oder gegenläufig. Die Texte ihrer Lieder enthalten Alltagsgeschichten, die von religiösen Phrasen unterbrochen werden.[8][9]
- Salawek dulang ist ein Sitztanz der muslimischen Minangkabau-Männer im Westen Sumatras. Die Tänzer singen und schlagen den Rhythmus auf dem bronzenen Teller dulang. Auf Sumatra stehen Meuseukat, Salawek dulang und andere Sitztänze im Zusammenhang mit der heutigen Islamisierungsbewegung und haben ihre Wurzeln im 16. und 17. Jahrhundert, als arabische Händler und Sufi-Gelehrte aus Jemen, Persien und Indien den Islam zusammen mit der Zupflaute gambus und der Rahmentrommel rebana verbreiteten. Beide Musikinstrumente sind charakteristisch für die islamische Musik Indonesiens.[10]
- Beim Sitztanz ratéb duek („Liturgie im Sitzen“) in Aceh bilden Männer eine Reihe, singen muslimische Lieder und schnalzen mit den Fingern. Ratéb entspricht dem Arabischen rātib, das eine Abfolge von Dhikr-Gesangsübungen bezeichnet, die von Sufi-Bruderschaften (Tariqas) praktiziert werden. Die kniende Position entspricht der islamischen Gebetshaltung. Der entsprechende säkulare Tanzstil heißt ratoh duek. Er wird von Männern und Frauen getrennt aufgeführt und von Liedern begleitet, die von romantischer Liebe, Seefahrt und Landbestellung handeln. Gelegenheiten zur Aufführung bieten religiöse und staatliche Feiertage. Der beliebteste Tanz auf den Knien heißt saman und stammt von Gayo-Hochland in Zentral-Aceh. Wegen seiner schnellen Handbewegungen wird er als „Tanz der tausend Hände“ angepriesen.[11]

### Indien
- Im nordwestindischen Bundesstaat Rajasthan pflegen Frauen der niedrigstehenden Kastengruppe Kamad den religiösen Sitztanz terahtali, bei dem sie von einem Sänger mit der Langhalslaute tandura und einem Trommelspieler begleitet werden.[12] Die Frauen stellen pantomimisch Szenen aus der Arbeit im Haushalt dar.

### Afrika
- Onkankula ist ein Sitztanz für Oluzimba-sprechende Männer in Namibia, bei dem sie ihre Rinderherden preisen und besingen.[13]
- Die südafrikanischen Zulu kennen den Sitztanz umchwayo, dabei bewegen sich die Frauen langsam am Boden vorwärts.[14]
- Akulavye ist ein Tanz, den Mädchen der Mpyemo-Ethnie im Südwesten der Zentralafrikanischen Republik und in der benachbarten Grenzregion in Kamerun auf niedrigen Stühlen sitzend vorführen. Die bantusprachigen Mädchen gehören einem Geheimbund an und sind durch farbige Gesichtsbemalung „maskiert“. Sie bewegen heftig ihre Beine, Oberkörper und Arme. An den Oberarmen sind sie mit Fellstreifen behängt, die das Totem des Clans, die Raubkatze siu darstellen sollen. Im Tanz wird dieses Tier imitiert. Das Erlernen des Tanzes ist Teil der Initiation.[15]
- Guedra ist ein Tanz auf den Knien, den Berberfrauen in der Region um Goulimine im Süden Marokkos ausführen. Guedra heißt die zur Begleitung geschlagene Tontrommel. Die Bewegungen mit Brust, Kopf und Händen werden als erotisch bezeichnet. Gleichzeitig beinhaltet die Guedra die Tradition von Besessenheitstänzen und ähnelt damit der Derdeba. Die unregelmäßige Atmung kann zu einem Zustand der Trance führen.
- Nakh, auch „Haartanz“, wird im Sitzen von unverheirateten jungen Frauen vor jungen Männern in einigen Regionen Libyens, im Süden Tunesiens und Südalgerien getanzt. Das Zurschaustellen der Haare wirkt verführerisch. Früher war der Tanz bei Hochzeiten unter den Nomaden beliebt.[16]
- Takemba ist ein moderner Musikstil mit Sitztanz der Tuareg in Nordwestafrika, bei dem die Gesangsstimme von der Zupflaute Tahardent begleitet wird.

## Therapeutischer Sitztanz
Seit den 1980er Jahren wird Sitztanz in Deutschland als Methode in der pädagogischen, physio- und psychotherapeutischen Arbeit angewendet. Begonnen wurde in der Arbeit mit Senioren, doch der Sitztanz kann auch bei psychisch Kranken, Koronalerkrankungen, Diabetes, Rheuma, Halbseitenlähmung, Demenz und weiteren Erkrankungen eingesetzt werden. Die Tänzer sitzen dabei meist im Kreis auf Stühlen, so kann der Körper weitgehend in seiner Gesamtheit eingesetzt werden. Handgeräte wie Tücher, Bälle, Instrumente und Wedel kommen bei einigen Tänzen zum Einsatz; Gesang, Livemusik oder Tonträger dienen der Tanzbegleitung. Diese Methode kann unter anderem seit 1991 durch einen bundesweit zertifizierten Ausbildungslehrgang zum Sitztanzleiter beim Malteser Hilfsdienst (Fachverband beim Deutschen Bundesverband Tanz) erlernt werden. Der Bundesverband Seniorentanz bietet seit 1993 ebenfalls eine Ausbildung zum Tanzleiter für Sitztänze an.